# Lonchura malacca
Lonchura malacca là một loài chim trong họ Estrildidae.